# Петрівка (Верхівцівська міська громада)
Петрі́вка — село в Україні, у Верхівцівській міській територіальній громаді Кам'янського району Дніпропетровської області. Населення за переписом 2001 року складало 71 особа.

## Географія
Село Петрівка знаходиться на відстані 0,5 км від села Адалимівка і за 1,5 км від села Калинівка. У селі бере початок Балка Осиковата з загатою. Поруч проходить залізниця, станція платформа 114 км.

## Населення

### Мова
Розподіл населення за рідною мовою за даними перепису 2001 року:
| Мова       | Відсоток |
| ---------- | -------- |
| українська | 97,2 %   |
| російська  | 2,8 %    |

## Економіка
- Кар'єри з видобутку комплексних титанових руд (ільменіт, циркон) відкритим способом.